# Mariupol: The People's Story
Mariupol: The People's Story é um documentário televisivo britânico de 2022 dirigido por Robin Barnwell que mostra como a cidade ucraniana de Mariupol foi destruída pela invasão da Rússia à Ucrânia. O filme foi indicado ao prêmio BAFTA de 2023.

## Sinopse
Mariupol é um símbolo do que aconteceu à Ucrânia. Era uma cidade europeia moderna com 400.000 habitantes. Ao longo de dois meses, foi destruído, com as autoridades ucranianas estimando que mais de 20.000 dos seus habitantes foram mortos.

## Recepção
“Filmado por moradores locais, este documentário mostra a destruição rápida e trágica [de Mariupol] desde a invasão russa”, escreveu Sammy Gecsoyler no The Guardian quando o filme foi ao ar pela primeira vez no Reino Unido pela BBC One. “Seus esforços para sobreviver ou escapar são uma visão angustiante, mas essencial”. Dan Einav, em sua crítica no Financial Times, deu cinco estrelas e disse que o filme é "esmagador" e "perturbador" - mas necessário.